# 馬燧
馬燧（726年—795年），字洵美，汝州郟城（今河南省郟縣）人。唐朝官员、武将、节度使。

## 家族
祖上自右扶風遷居至汝州。
- 五代祖：马岫，梁安州刺史，西魏授荆州刺史，西梁赠太尉、荆州牧，谥曰肃。
- 高祖：马乔卿，梁襄州主簿。
- 曾祖：马君才，隋末为蓟令。窦建德、高开道等攻逼四境，以保境功迁上大将军、开府仪同三司。唐朝建立后，奉燕王李艺表入奏，擢拜右武候大将军、封南阳郡公。尚书郎李华为其撰碑文。
- 祖父：馬珉，州举明经高第，三命为开州万岁令，官至左玉鈐衛倉曹。赠工部尚书。
- 父親：馬季龍，武后时，建安王武攸宜镇守蓟州，在其部下任职。开元年间，在萧嵩、李暠手下任右金吾卫郎将、大同军副使、岚州刺史。累赠尚书左仆射。
- 三兄：马炫（713年—791年10月4日），字抱元，任郓州、阆州刺史、大理少卿、润州刺史，宰相柳载荐为太子右庶子，迁左散骑常侍，转刑部侍郎，以兵部尚书、汉阳郡公致仕。年79卒，赠太子少保。子马陶，孙马寅、马贻庆、马邈。

## 生平
馬燧少與諸兄一起學習，歎曰：“方天下有事，丈夫當以功濟四海，渠老一儒哉？”，又攻兵書戰策，多謀略。
天寶十四載（755年），安史之亂爆發時，曾勸范陽（今北京城西南）留守賈循倒戈，事泄逃脱。宝应中，被泽潞节度使李抱玉推荐为赵城尉，知仆固怀恩必反。迁左武卫兵曹参军。大历十年（775年），任河阳三城使。大历十四年（779年），迁河东节度使，威震北方。建中二年（781年），加检校兵部尚书，奉诏讨魏博叛将田悦，以解临洺（今河北永年）、邢州（今邢台）之围。斩田悦部将杨朝光以下5000余人，至临洺，大破田悦军。以功加尚书右仆射。
贞元元年（785年）三月，败怀光军于陶城（今永济北），破怀光军于长春宫（今陕西大荔朝邑西北），怀光自杀，河中平定。迁光禄大夫。贞元二年（786年），吐蕃寇边，攻陷盐（今宁夏盐池县北）、夏（今陕西横山县西）二州，馬燧率军出击。貞元三年四月（787年5月），因輕信吐蕃，會盟於平涼（今甘肃省平凉市），尚结赞预先埋伏骑兵于盟坛西部，數萬吐蕃骑兵一起杀出，浑瑊逃脫，招致平涼會盟之劫，史稱平凉劫盟。吐蕃尚结赞设下的圈套，“唐之名将，李晟与马燧、浑瑊耳，不去三人，必为我忧”，果然被奪兵權，備受德宗冷落。为司徒兼侍中。贞元五年，马燧和太尉李晟的画相入凌烟阁。贞元九年，德宗於延英殿召见马燧，马燧因为足疾跌倒，皇帝亲自扶起。贞元十一年（795年），病逝，德宗为之輟朝四日，追赠太尉，谥号莊武。

## 子孙
- 马彙，太僕少卿
  - 马赦，左衛倉曹參軍
  - 马○，右清道率府倉曹參軍
- 马暢，少府監
  - 马繼祖，殿中少監

## 影視作品
中廣新聞網午夜奇譚節目曾製播以馬燧為主角之廣播劇「大唐莊武」。